# Rio (pel·lícula de 2011)
Rio és una pel·lícula d'animació en 3D del 2011 dirigida per Carlos Saldanha a partir d'un guió de Don Rhymer, Joshua Sternin, Jeffrey Ventimilia i Sam Harper, produïda per Blue Sky Studios i distribuïda per 20th Century Fox. La pel·lícula compta amb les veus de Anne Hathaway, Jesse Eisenberg, Jemaine Clement, Leslie Mann, George Lopez i Jamie Foxx. La seqüela Rio 2 es va estrenar el 2014.

## Argument
Blu és un ocell exòtic que creu que és l'últim de la seva espècie. Però quan el seu amo s'assabenta de Jewel, una femella de l'espècie de Blu a Rio de Janeiro, comencen l'aventura de la seva vida.

## Repartiment
- Jesse Eisenberg: Blu
- Anne Hathaway: Jewel
- will.i.am: Pedro
- Jamie Foxx: Nico
- George Lopez: Rafael
- Tracy Morgan: Luiz
- Jemaine Clement: Nigel
- Leslie Mann: Linda Gunderson
  - Sofia Scarpa Saldanha: Linda Gunderson jove
- Rodrigo Santoro: Dr. Túlio Monteiro
- Jake T. Austin: Fernando
- Carlos Ponce: Marcel
- Jeffrey Garcia: Tipa
- Jane Lynch: Alice
- Wanda Sykes: Chloe
- Bebel Gilberto: Eva
- Bernardo de Paula: Kipo

## Recepció
A Rotten Tomatoes el 72% dels crítics li va donar una ressenya positiva amb una mitjana de 6.4/10 basant-se en 152 ressenyes. Al web Metacritic que reuneix crítiques de diverses fonts té una valoració de 63 sobre 100 basada en 29 crítiques.

## Premis i nominacions
El 2012 fou nominada al Oscar a la millor cançó original per Sérgio Mendes, Carlinhos Brown i Siedah Garrett amb "Real in Rio".